# メッツォイウーゾ
メッツォイウーゾ（イタリア語: Mezzojuso; シチリア語: Menzijusu）は、イタリア共和国シチリア自治州パレルモ県にある、人口約2,800人の基礎自治体（コムーネ）。

## 地理

### 位置・広がり
パレルモ県のコムーネ。州都・県都パレルモから南南東へ30kmの距離にある。

## ギャラリー

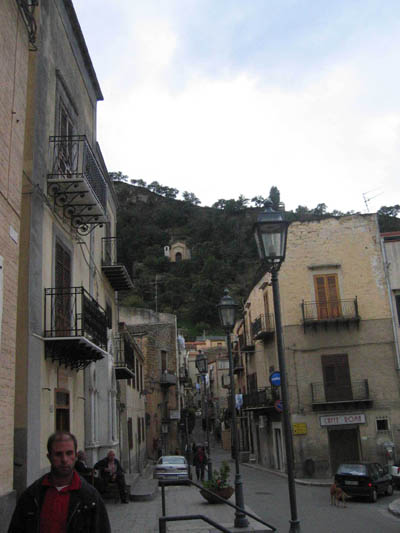
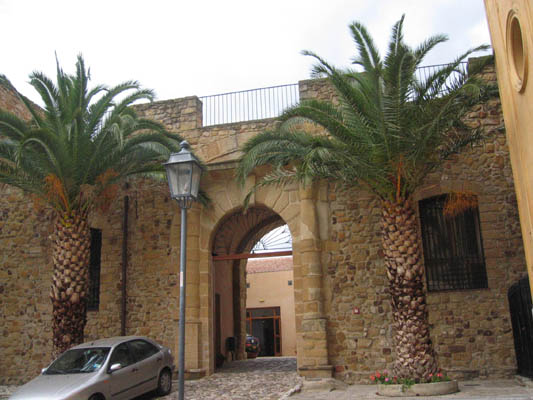
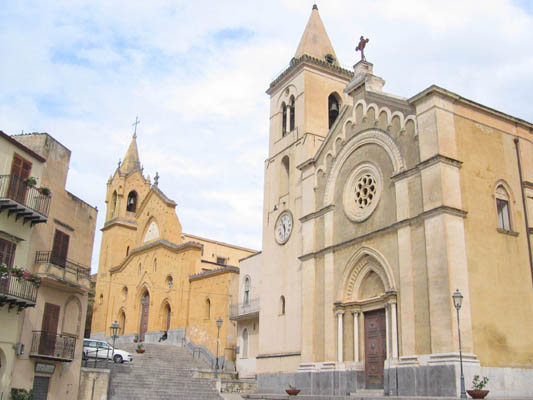
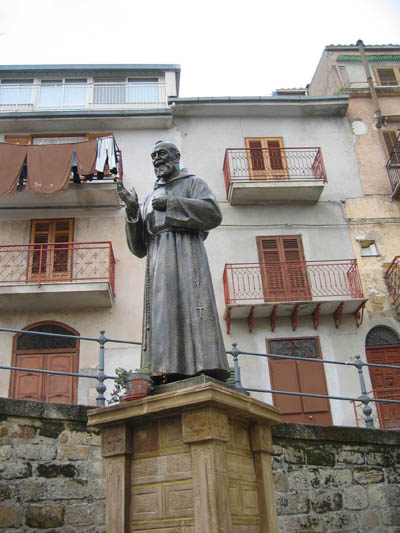
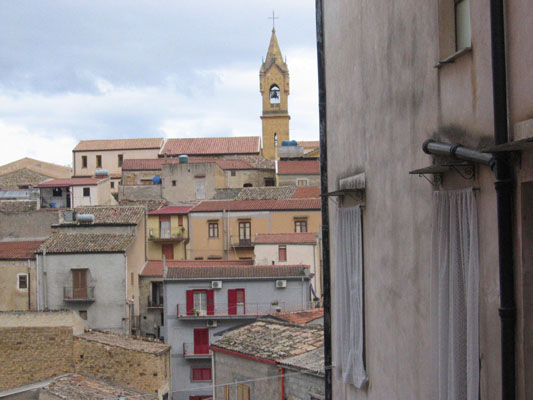

#### 隣接コムーネ
隣接するコムーネは以下の通り。
- カンポフェリーチェ・ディ・フィターリア
- チェファラ・ディアーナ
- チミンナ
- コルレオーネ
- ゴドラーノ
- マリネーオ
- ヴィッラフラーティ